# ワインと食品のマッチング

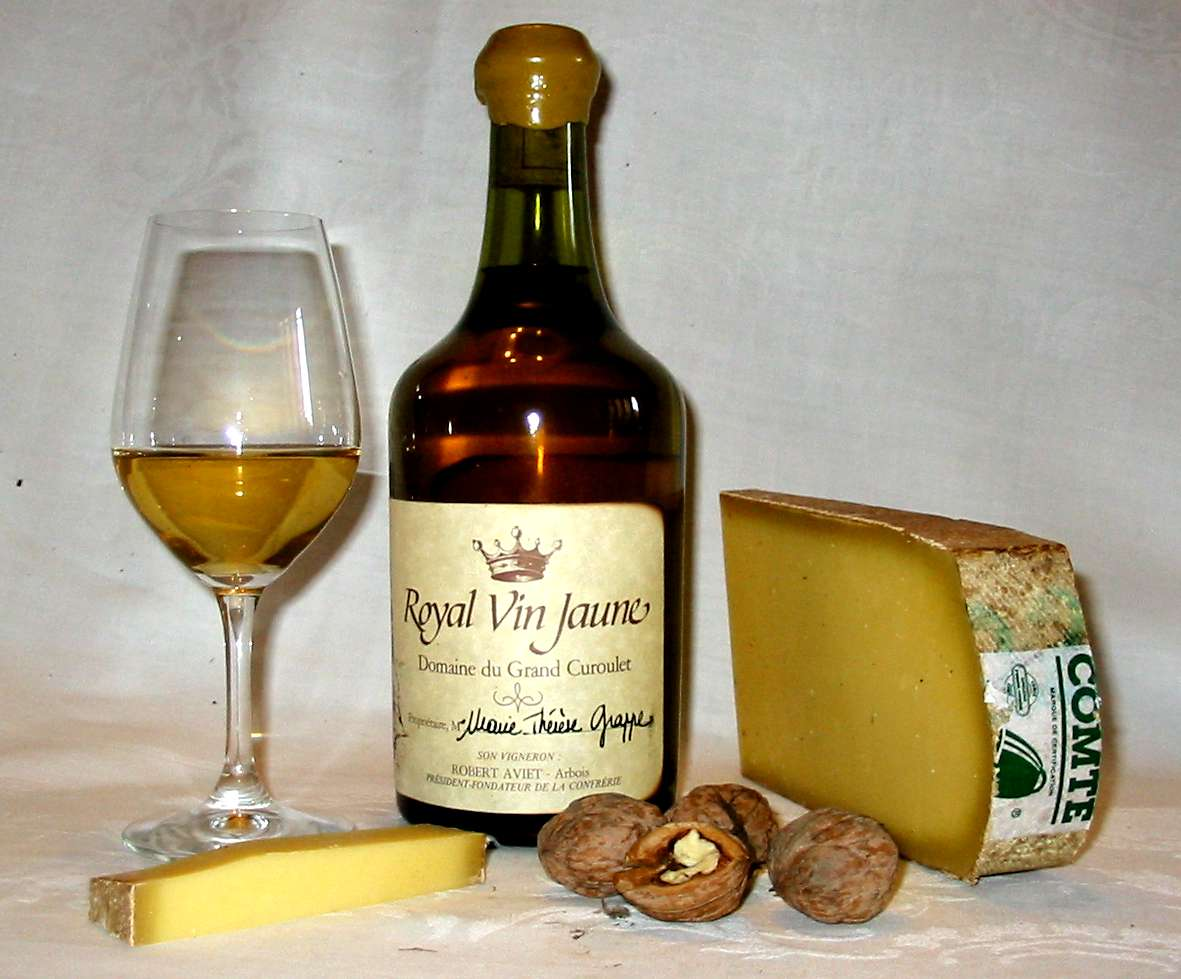
ヴァン・ジョーヌとクルミやコンテチーズの組み合わせ

ワインと食品のマッチング（ワインとしょくひんのマッチング）とは、食品をワインと組み合わせることによって食事の体験を豊かなものにする過程のことである。ペアリングとも表現される。

## 概要
多くの文化圏において、ワインは晩餐の食卓で中心的な役割を担ってきた長い歴史があり、地域のワイン製造や料理芸術の伝統を含め、長い年月をかけて発展してきた。以下で論じられる原則に関わらず、その地域の料理には単純にその地域のワインが組み合わされてきた。現代の「芸術的な」食品の組み合わせは比較的最近の現象であり、出版やメディア業界が特定の食品とワインとの組み合わせを推奨することによって助長されたものである。レストラン業界においては、ソムリエがしばしば客に対してお薦めの組み合わせを提案する。組み合わせの背後にある基本的な概念は、食品とワインにおける例えば質感や風味のような特定の要素が相互に異なった反応を示し、これらの要素の正しい組み合わせを見つけることが食事全体の体験をより楽しいものにすることである。しかしながら、味覚と快楽は主観性が強く、ある人にとって「教科書的に完璧な」組み合わせが、他の人にとっても楽しめるものになるわけではない。食品とワインをどのように組み合わせたら良いのか、多くの書物、雑誌、ウェブサイトに詳細な解説がなされている中で、食品やワインの専門家の多くは、食品とワインの組み合わせにおける最も基本的な要素が食品の「重さ」とワインの重さ（あるいはボディ）との間のバランスを理解することにある、と考えている。カベルネ・ソーヴィニヨンのように重くて豊潤なワインは、例えばキッシュのように軽くて繊細な料理を圧倒してしまうし、逆に、ピノ・グリージョ（Pinot grigio）のようにボディの軽いワインは滋養豊かなシチューに圧倒されてしまう。重さ、風味、質感は対照をなすことも補い合うこともできる。食品とワインの組み合わせにおいては、ワインの糖分、酸、アルコールおよびタンニンについても、対象となる食品の種類に応じてそれぞれどのように強調あるいは抑制されるのか考慮される。

## 歴史

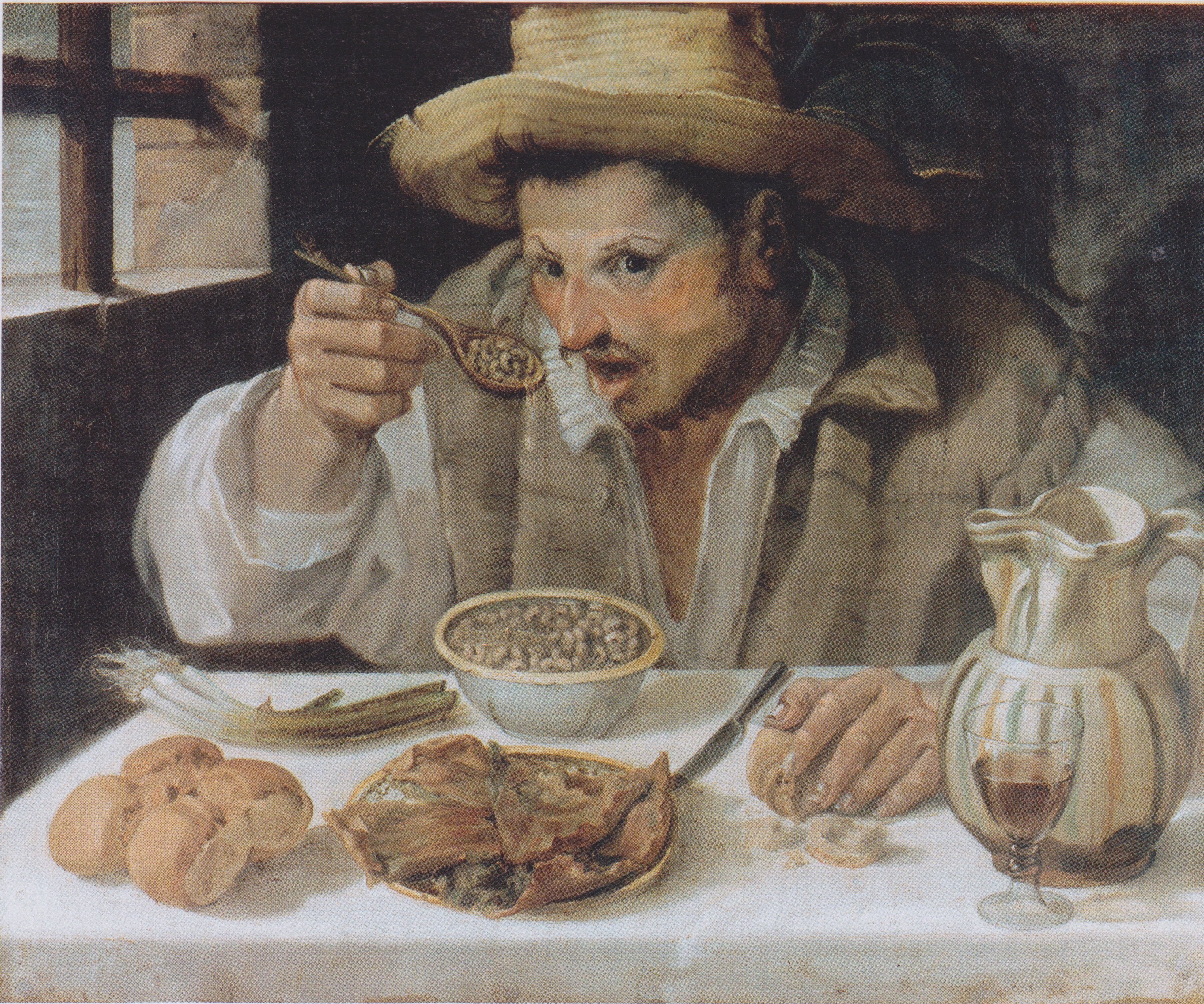
昔から食事にワインは付きものであった。地域の料理とワイン製造の伝統は共に発展し、地域のワインと郷土料理の間には自然な組み合わせが形成される。

ワインには、食品の付け合わせとして提供されてきた長い歴史がある。ワインの歴史の初期において、ワインは主要な飲食物に代わるものとして作られ、しばしば地方で供給される水よりも衛生的であった。特定の料理と特定のワインとの組み合わせについて、きわめて真剣に考察されていた形跡があり、恐らく当時使われていたあらゆるワインがその対象となっていた。その一方で、地域における料理の伝統が発達するとともに、地域におけるワイン製造の伝統も発達した。郷土の料理とその地のワインとの幾世紀にもわたる関係から、今日では「模範的」と見なされている多くの組み合わせが誕生した。ヨーロッパにおいて現在ワイン生産の中心地となっている多くの地域では、肉として羊肉が主流であった。ボルドーワイン、ギリシャワイン、リオハワイン、リベラ・デル・ドゥエロ、ローヌワイン、及びプロヴァンスワインなどの赤ワインは、それぞれの産地で羊肉を使った郷土料理に模範的な組み合わせが成立すると考えられている。イタリアワインにおいて、食品とワインとの緊密な関係はその文化に深く根ざしており、地域のワインにその例を見ることができる。歴史的に、イタリア人はワインを晩餐に欠かすことはほとんど無く、地元のワインは「食品と親密になるよう」手作りされ、しばしば華やかな酸味を持っている。イタリアワインの中にはタンニン、果実味の弱さ、あるいは酸味の鋭さが感じられるものがあり、はっきりした風味のイタリア料理に合わせるとしばしば異なった側面を現す。
近代以前の食品とワインの組み合わせに関して歴史的な逸話がいくつか残されている。イギリスのワイン商人に関するものとされる逸話として、「リンゴで買い込みチーズで売り込め」というものがある。この逸話の意味するところは、生のリンゴに合わせて美味しいワインは本物であり、どんなワインでもチーズに合わせればさらに美味しくなって一般的な顧客にはよく売れる、というものである。この逸話の背景には、果物とチーズの組み合わせについての法則が隠されている。甘味と酸味（例えば青リンゴに含まれるリンゴ酸）が強い果物は、ワインの味を硬質で薄いボディに感じさせる。これに対して、チェダーチーズのようなハードチーズは、ワインのタンニンを穏やかにし、豊かでフルーティな味を感じさせる。もう一つ、今日でも語られる逸話として、「白ワインは魚に、赤ワインは肉に」がある。この格言は、ワインのボディ（重さ）を食品の重さに合わせるという原則に拠っている。肉は一般に重い食品で、しかも赤い色を呈しており、（一般に白ワインよりも重い）赤ワインを合わせた方が良いと考えられてきた。同じように、魚は一般に軽い食品で白い色を呈しており、しばしば白ワインを合わせるものとされてきた。現代のワイン製造において様々なワインのスタイルが普及したため、この格言はいくらか時代遅れになりつつある。今日ではニューワールドワインやオーク樽熟成シャルドネなど多くの「重い」白ワインが、ピノ・ノワールやイタリアのメルローなど軽い赤ワインよりも強いボディを持つようになっている。

### 近代史

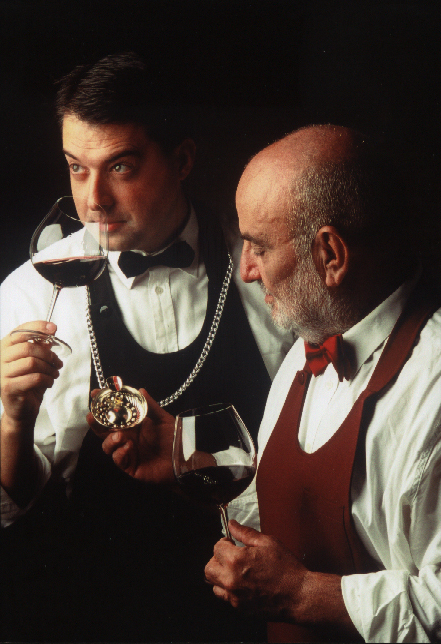
レストランにおいて、ソムリエは料理に組み合わせるお薦めのワインを紹介する。

近年、食品とワインとの組み合わせについて流行や興味の対象となることが多くなり、新たな意味が与えられるようになってきた。産業界は、書物やメディアを通じて完璧なワインを完璧な料理に合わせる原則や模範の解説に努めている。レストラン業界においては、店の料理に合わせるお薦めのワインを教える熱心な個人あるいは店員のソムリエが多く見られる。このような現象の起源は、1980年代のアメリカ合衆国における新禁酒運動に遡ることができる。禁酒主義者たちはワイン業界に対し、食事の一部としてワインを飲む状況が単なるアルコール飲料の浪費やアルコール中毒に向かっていないかどうか再検証を求めた。ワイン製造業者たちは製造するワインがどのような食品・料理に合うのか強調するようになり、時には組み合わせの提案をワインラベルの裏に印刷することさえ行うようになった。料理雑誌は個々のワインがどのようなレシピに合うのか提案するようになり、レストランは特定のワインを個々のコースに合わせるコースディナーを提供するようになった。
今日では、食品とワインの組み合わせの詳細な指針や助言について複数の情報源が存在する。しかしながら、多くのワイン愛好家たちは直感や食事の雰囲気、あるいは単にその時に食べたい料理と飲みたいワイン、に基づいて組み合わせを行っている。味覚は主観的な性質であることから、どのような種類のワインをどのような種類の食品に合わせても楽しみを享受することは可能である。ワイン専門家のマーク・オールドマンは、「食品とワインの組み合わせは異性とピザのようなもの。悪い時でさえ十分に良いものだ。」と指摘し、実例としてウェディングケーキとドライなスパークリングワインの組み合わせを挙げた。非常にドライなワインと非常に甘い食品との組み合わせは、オールドマンによれば、「黒板に爪を立てるに等しい」ものであり、一般的な指針に従えば「良い組み合わせ」ではないとされる。しかしながら儀式の雰囲気と味覚の主観的な性質は、あらゆる法則や指針を打ち負かしてしまうとしている。今日、多くのワイン専門家や「食品とワインの組み合わせ」の支持者たちは、ワインの様々な特性に関する理解を改めたり強調したりすることによって、より客観的な物理学的特性すなわち食品が味覚に及ぼす効果に着目しようとしている。

## 重さのマッチング
食品とワインの組み合わせにおいて考慮すべき最も基本的な要素は「重さ」、すなわち食品の重さとワインの重さあるいは「ボディ」とのバランスをとること、である。例えば重い食品としてはレッドソースパスタなど、軽い食品として繊細なサラダなど、重いワインとしてカベルネ・ソーヴィニヨンなど、軽いワインとして繊細なピノ・グリージョ（Pinot grigio）などが挙げられる。ワインテイスティングにおいて、ボディとは第一にワインのアルコール度数によって決められ、感じられるタンニンやエキスの程度にも影響される。タンニンはブドウの皮やオーク樽熟成などによるものであり、エキスは発酵過程や澱引き前熟成などの工程でワインに溶解する固体成分のことである。オーストラリアワインなどにみられる暖地産のオーク樽熟成されたシャルドネ種は、シャブリなど寒地産でステンレスタンク発酵のシャルドネ種と比較して「重い」ボディを持つ。重いワインと軽い料理の組み合わせ、あるいは逆に軽いワインと重い料理の組み合わせは、一方が他方を圧倒する結果に陥ってしまう。食品の「重さ」は、その風味の強さという観点で、例えば繊細で希薄な風味と豊潤で滋養豊かな風味との対比として表現することもできる。この原理に則った組み合わせの鍵は、料理における支配的な風味を識別することである。ソースは肉や主材料の代わりに支配的な風味を形成することができる。茹でた魚は普通は軽いボディを持っており、軽い白ワインを合わせると良い。一方、その魚に重いクリームソースが添えられているならば、フルボディの白ワインか軽い赤ワインを合わせることでバランスが良くなる。

### ワインの重さ

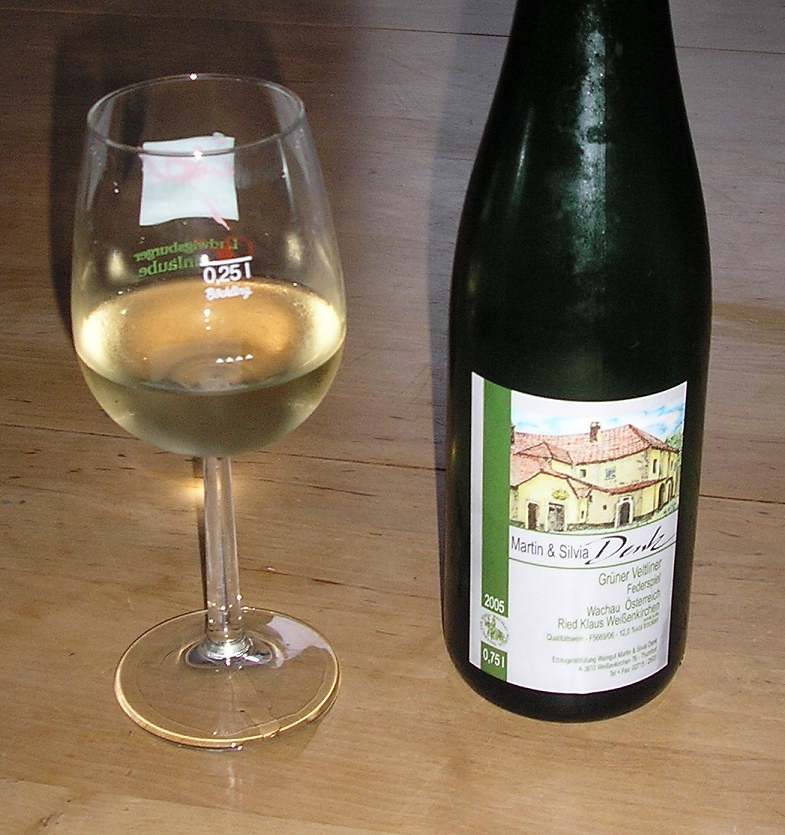
ライトボディのワイン：　グリューナー・ヴェルトリーナー

以下、さまざまなワインの重さについて大まかな指針を述べる。ワイン製造者や地域性は、オーク樽熟成などと同様、ワインのボディを軽くすることも重くすることもある。例えばピノ・ノワールにも、非常に軽いボディからミディアムボディまで様々なものがある。別の例として地域の気候風土の影響が挙げられる。暖かい地域ではアルコール度数の高いフルボディのワインが作られる傾向があり、このためカリフォルニアワインとして作られるソーヴィニョン・ブランはロワールワインとして作られるソーヴィニョン・ブランより重いワインとなる。
軽い白ワイン
ピノ・グリ（Pinot gris）、ピノ・ブラン、リースリング、ソーヴィニョン・ブラン、シャブリ、シャンパン及び発泡ワイン、グリューナー・ヴェルトリーナー、ヴィーニョ・ベルデ
ミディアムおよび重い白ワイン
オーク樽熟成ソーヴィニョン・ブラン、アルザスワイン、アルバリーニョ、ボルドー白ワイン（セミヨン）、ブルゴーニュ白ワイン、ローヌ白ワイン（ヴィオニエ、ルーサンヌ、マルサンヌ）、タマヨアサ・ロマネアスカ及びニューワールドシャルドネ
軽い赤ワイン
ボジョレーワイン、ドルチェット、ピノ・ノワールの一部
ミディアムの赤ワイン
キャンティ、バルベーラ、ブルゴーニュ、シノン、リオハ、カベルネ・フラン、メルロー、マルベック、プリミティーヴォ、ピノ・ノワールの一部
重い赤ワイン
シラー、ブルネッロ・ディ・モンタルチーノ、カベルネ・ソーヴィニヨン、ポートワイン、バルバレスコ及びバローロ

### 組み合わせの主役
食品とワインの双方が等しく強調された完璧なバランスも理論的には可能であるが、概して組み合わせとはどちらか一方に偏るものである。マスターソムリエのエヴァン・ゴールドスタインは、食品とワインの組み合わせは会話する二人のようなものであり「一方が話している時、もう一方は聴いていなければならず、さもなくば混乱に陥る」と指摘している。すなわち、食品かワインのどちらかが組み合わせの主役になり、一方の魅力を強調するために他方が脇役として補佐する、ということである。重さと強さに関して、組み合わせの主役がワインであるならば、食品はワインと張り合わない程度に軽く、さりとてワインに圧倒されるほどには軽すぎないようにすれば理想的なバランスに近付くことになる。もし組み合わせの主役が料理であるならば、ワインに対して同じ考え方を適用して組み合わせればよい。

## 補完と対照

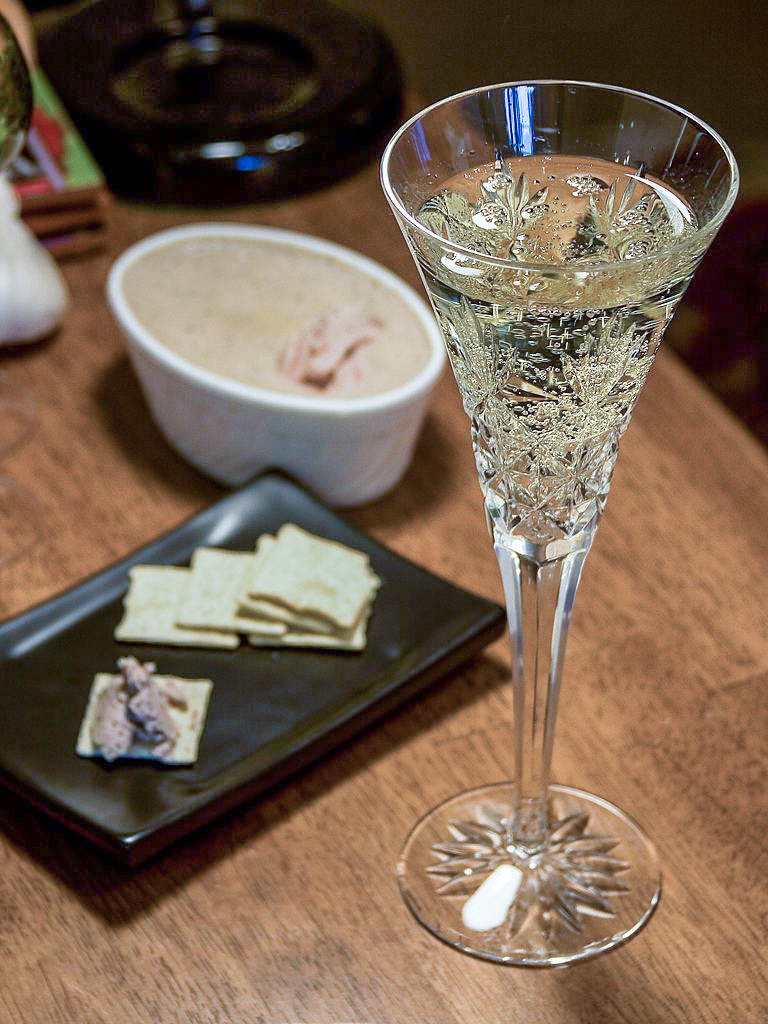
発泡ワインのぴりっとした酸味とフォアグラの豊かな質感は対照的な組み合わせの一例である。

重さについて考えた後、風味と質感の組み合わせについては、補完または対照のどちらか一方の考え方を用いて対応することができる。
一つ目の考え方は、ワインと料理を寄り添わせて互いに引き立て合うようにすることである。例えば、泥臭いブルゴーニュのピノ・ノワールを土臭いキノコ料理に合わせることが挙げられる。
二つ目の考え方は、「異なるものは惹かれ合う」という公理に基づく対応である。例えば爽やかな酸味のあるソーヴィニョン・ブランとクリーミーなレモンソースを添えた魚料理のように、対照的な特色を持つ食品とワインを組み合わせることである。このとき、ワインの爽やかな酸味はソースのクリーミーさに割り込んで対照的なものとして作用する。これは例えばクリーミーでこってりとしたシャルドネを合わせる補完的な組み合わせに対して、またひと味違う爽快な感覚を与えることができる。歴史的に見れば、食品とワインの組み合わせにおいて「補完的手法」の方が優勢であった。1980年代になると、多くの人々が組み合わせの発見や試験に加わるようになり、対照の手法を用いるアイデアに関心が持たれるようになった。これは、料理において例えば塩辛いピーナッツバターと甘いゼリーのような「塩辛さと甘さ」を組み合わせるアイデアに追従するものである。
同じ食品が補完になることも対照になることもある。ヒルテンケーゼのように硬くて風味豊かなチーズは、風味豊かで少し甘口のワインにもフルボディの赤ワインにも合わせられる。

## ワインの科学的性質
しばしば「味覚は主観的なものである」と言われるが、苦味・甘味・塩味・酸味など定量的な味覚特性も存在し、味覚を検出したり、「低い・適度・高い」という指標で測定したりすることができる。例として蜂蜜の甘味やカキの塩味の測定などが挙げられる。例えばバタースコッチの焦げたイチゴのような風味は個人的な領域であり定量化できない。風味はその存在の有無によって判定される。風味の判定は我々の嗅覚に関連しており、味覚は味蕾の検出器官によってもたらされる。味覚の違いを見分ける感度には個人差があるものの、ワインの専門家たちは「風味」という主観的な指標よりも客観的な測定結果をもとにした組み合わせを推奨することが多い。ワインにおいては、苦味・甘味・酸味の三つが基本的な味覚となる。これら三つの味覚はそれぞれタンニン（苦味）、残留糖分（甘味）および酸（酸味）の主要な要素として同定することができる。四つ目の要素であるアルコールは、ワインテイスティングにおいて口の奥で感じられる「辛さ」あるいは温かさとして同定され、ワインのボディを決める主要な要素となっている。アルコールによる辛さは、ワインの辛味を最小にする成分や強調する成分を含む食品と組み合わせることによって検討できる。

### 酸味

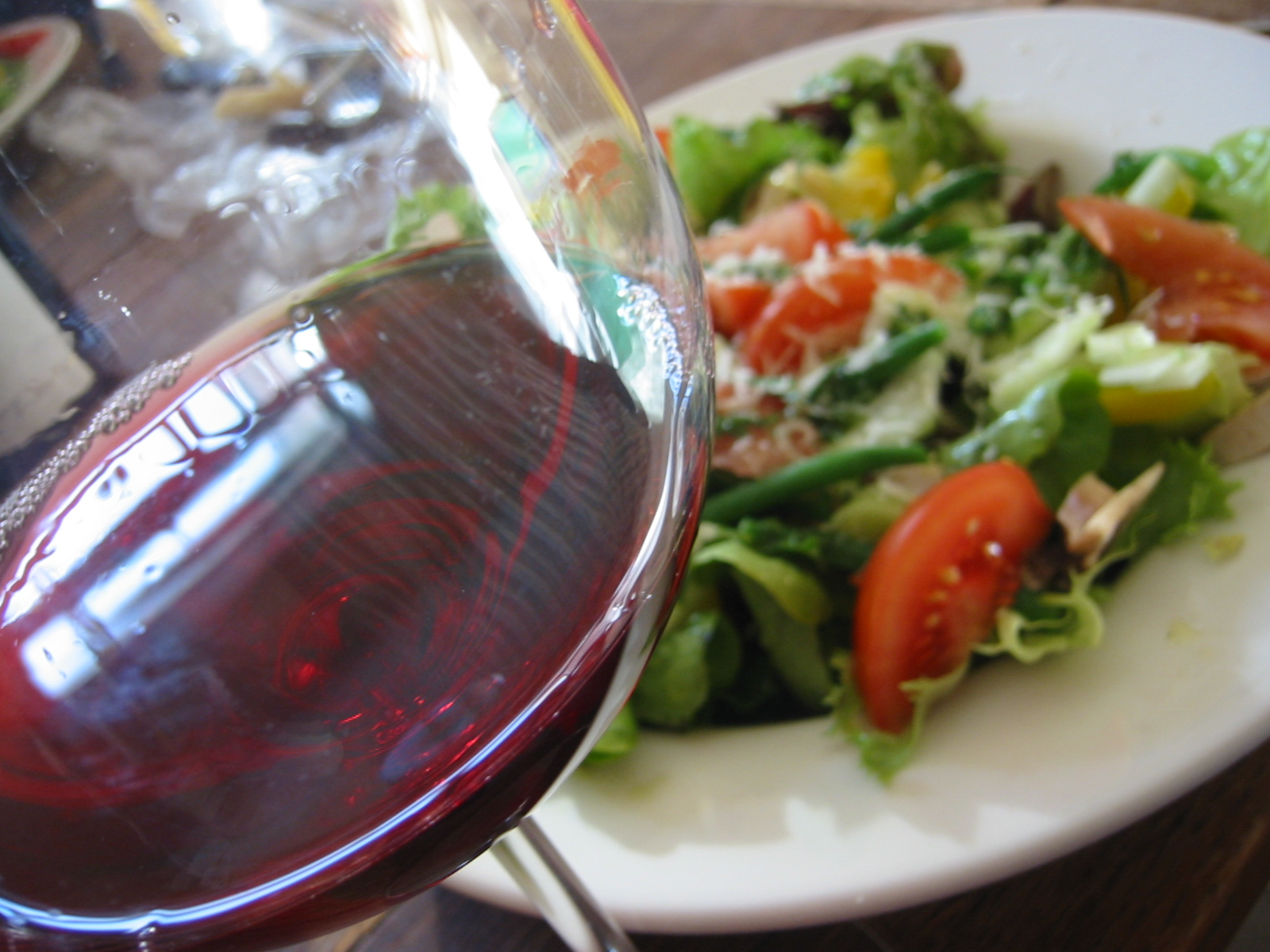
サラダ・ドレッシングとトマトの酸味はボジョレーワインの酸味を打ち消し、果実味を引き立てる。

酸味は、風味に対する感覚を強めることのできる顕著にして複雑な過程として、食品とワインの組み合わせにおける主要な役割を演じる。ワインテイスティングにおいて、酸味は唾液腺によって口内が湿る反応として確認される。口内を湿らせる反応は、食欲を起こさせることにも寄与する。ワインには主としてリンゴ酸（青リンゴ）、乳酸（乳）および酒石酸（苦味）の三種類の酸が含まれている。脂肪質、油っこい、濃厚、あるいは塩辛い料理において、ワインの酸味はその重さを「カット」し、口内の感覚を活性化させることができる。料理において酸味は、例えばカキなど塩辛いシーフード料理に添えられる一切れのレモンのように一定の流儀でしばしば使用される。レモン果汁の酸味は牡蛎の塩味を和らげる。組み合わされる料理に対してワインのぴりっとした風味が弱い場合、ワインの味が薄っぺらに感じられるようになる。「非常に酸っぱい」と感じられるワインは、ぴりっとした酸味のある料理に組み合わせることで穏やかになる。食品とワインにおける酸味の補完関係は互いを相殺するものであり、ワインの果実味や食品の他の風味など酸味以外の要素を引き立てる。

### 甘味
ワインの甘味は発酵工程の後に残留した糖分の量によって測定される。ワインは、ボーンドライ（糖分が全てアルコールになったもの）、オフドライ（微かな甘味があるもの）、セミドライ（中程度の甘味があるもの）及びデザートレベル（ソーテルヌやトカイワインなど多くの糖分を含むもの）に分類できる。甘口ワインは通常は組み合わせる料理よりも甘くする必要がある。極上の辛口シャンパンに甘いウエディングケーキを組み合わせると、ワインは辛くて薄っぺらに感じられケーキの風味は悪くなる。食品の組み合わせにおいて、甘味は香辛料と温かさを相殺する。甘味は温かさの対照として、あるいは胡椒や辛いアジア料理の灼けるような感覚を緩和するものとして作用させることができる。甘味はいくつかの食品についてはその穏やかな甘味を引き立て、塩味の対照になりうる。例えばヨーロッパで慣例となっている塩辛いスティルトンと甘いポートワインの組み合わせが挙げられる。特に、例えばスイートアンドサワーソースを使った料理のように食品にいくらかの甘味が含まれている場合、ワインの甘味は食品のぴりっとした味を相殺できる。

### 苦味

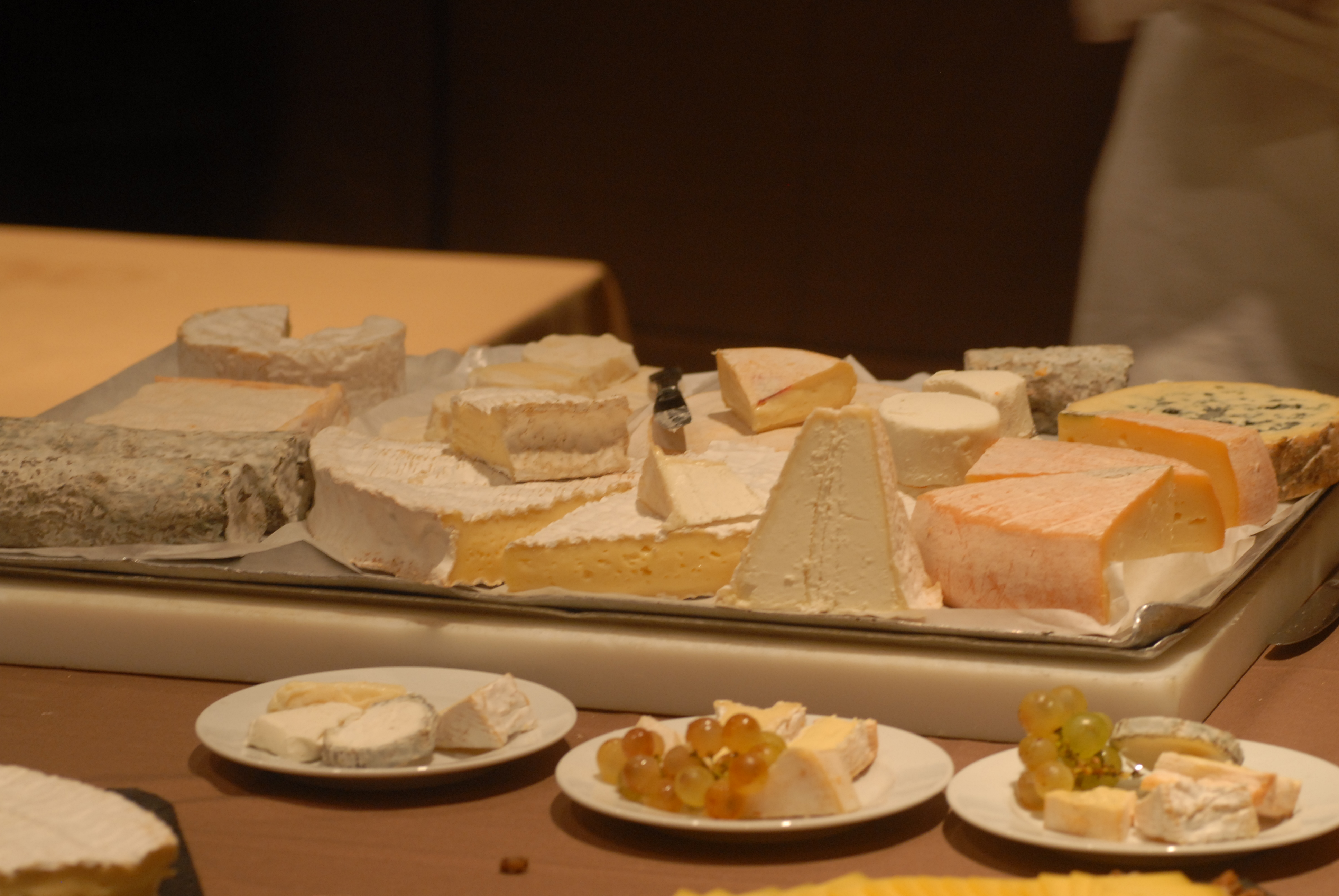
チーズに含まれる蛋白質と脂肪にはワインのタンニンを和らげる作用があり、ワインの苦味を抑えて果実風味を引き出す。

通常、ワインに関わる苦味はワインのタンニンによってもたらされる。タンニンはざらざらした質感と不鮮明で渋い味を加える。これはワインの「ボディ」または重さに対する感覚を強調する。普通、タンニンは醸造過程においてブドウの皮と茎から絞り出されたり、あるいは熟成においてオーク樽と接触することで生成される。タンニンは蛋白質に作用する。例えば赤肉やハードチーズのような高蛋白で高脂肪の料理に組み合わせる時、タンニンは蛋白質と結びつき穏やかな印象を与えるようになる。ベジタリアン料理のような蛋白質が少ない食品においては、タンニンが舌や口内側面の蛋白質と反応し、苦味を強調したり口内を乾燥させる効果を現したりする。グリルや香味焼きなど、料理に苦い「焦げ」の成分を加える様々な料理法は、タンニンに富むワインと良い相性を示す。魚油はタンニンに富むワインの味を金属的にしたり希薄にしたりする。バローロやカベルネ・ソーヴィニヨンなど苦くてタンニンに富むワインは大抵の食品を圧倒するが、ハードチーズや肉のような脂肪分と蛋白質を多く含む食品と組み合わせることで穏やかにすることができる。ドライタンニンには口内で脂肪や油と結びつくことで口蓋を清浄にする作用もある。香辛料の効いた甘い食品はタンニンのドライな苦味を強調し、ワインの風味を打ち消してしまう。

### アルコール
アルコールはワインの重さやボディを決める第一の要素である。一般に、アルコール度数が高くなるほど重いワインとなる。アルコール濃度が増加すると、濃度や質感に対する感覚が活性化される。食品とワインの組み合わせにおいて、塩と香辛料の辛さはアルコールと口内の「辛味」や温かさを強調する。逆に言えば、アルコールは辛い食品の辛味を増大させる作用があり、アルコール度数の高いワインを香辛料の効いた料理に組み合わせれば非常に辛いと感じることになる。

## その他の組み合わせ法則
食品の組み合わせは、これまでに列記された基本的な指針を越えて、質感や風味のさまざまな側面の対比についてさらに深く追求することも可能である。ワインとの組み合わせにおける「橋渡し成分」という用語は、例えばゆっくりと料理されたタマネギとクリーミーなワインの組み合わせのように、相性の良さが確立されている成分や風味を意味する。例えばある種のカベルネ・ソーヴィニヨンに対するローズマリーのように、特定のワインに対して特定のハーブや香辛料を選んで料理に添加することもある。料理にこれら添加物を加えることで、ワインとの組み合わせをより良好なものにすることができる。
上記の原理はワインをアジア料理と組み合わせる際にも適用できる。肉や魚介類や野菜に限らず主役となる食材が何であっても、料理の風味を組み合わせることで優勢な風味を浮かび上がらせることができる。料理における真の風味は、おおむね調理方法（例えば炒め物の香ばしさなど）、ソース（カレーや甘酢など）、調味料（例えば魚の生臭みを抑えるショウガやコリアンダーなど）あるいは新しい風味をもたらす成分の混合（スキヤキやサテなど）によって決まる。ありていに言えば、料理の風味はこれら要素の組み合わせによってもたらされるものである。アジアの食事においては、いくつかの料理が同時に提供され、全員が取り分け合うことにも注意する必要がある。このような場においては、何にでも合うワインを選んでおかなければならない。